# Tirns
Pour les articles homonymes, voir Turn.
Tirns est un village de la commune néerlandaise de Súdwest Fryslân, dans la province de Frise. Son nom en frison est Turns.

## Géographie
Le village est situé légèrement au nord-ouest de la ville de Sneek.

## Histoire
Tirns fait partie de la commune de Wymbritseradiel jusqu'au 1er janvier 2011, où celle-ci est supprimée et fusionnée avec Bolsward, Nijefurd, Sneek et Wûnseradiel pour former la nouvelle commune de Súdwest-Fryslân.

## Démographie
Le 1er janvier 2017, le village comptait 170 habitants.